# Ujhelyi Mária Zsuzsanna
Ujhelyi Mária (Turi Endréné Dr. Ujhelyi Mária Zsuzsanna, eredeti neve: Heisler Mária Zsuzsanna; Sátoraljaújhely, 1933. november 17. – ) főiskolai oktató, pedagógus. Vezető oktatóként jelentős szerepe volt abban, hogy a kecskeméti Felsőfokú Óvónőképző Intézet 1985-ben Tanítóképző Főiskolává alakuljon. Férje Turi Endre festő, zománcművész.

## Életútja
Tehetős polgárcsaládból származik, édesapja Heisler Béla (1901–1939) a cigándi hengermalom tulajdonosa, anyja Himler Klára (1911–1972) volt. Apja 1930-ban vált a hengermalom tulajdonosává. A malmot 1946-ban államosították.
Hatéves koráig, apja haláláig, Cigándon lakott szüleivel. Ezután édesanyjával Budapestre költözött, melyben segítette őket Zsófia nevű nagynénje. A zsidótörvények következtében anyja nem kapott munkát. 1944 nyarán csillagos házba kellett költözniük. Hamis papírok segítségével sikerült, – melyeken az állt, hogy szegedi menekültek – 1944 őszén másik lakáshoz jutniuk. 1944. december 24-től 1945. január 18-ig a bombázásoktól tartva a lakás pincéjében tartózkodtak. A háborús években anyja újból férjhez ment. A felszabadulást követően egy Podmaniczky utcai házba költöztek. 1945-ben tagja lett az újjászerveződött 311. sz. Vörösmarty cserkészcsapatnak.
Szülőhelye, Sátoraljaújhely tiszteletére vette föl az Ujhelyi családnevet a háború után.
Középiskolai tanulmányait a Zrínyi Ilona Leánygimnáziumban végezte Budapesten, a Práter utcában. Jeles gimnáziumi érettségit követően az Eötvös Loránd Tudományegyetem Orosz Intézetéből kivált Lenin Intézetben szerzett orosztanári (1956), később az ELTE magyar nyelv és irodalom szakán magyartanári képesítést (1963). Egyetemi tanulmányai alatt demonstrátorként is működött.
Budapesti évei alatt tanított orosz nyelvet számos helyen, működött fordítóként, volt igazgatóhelyettes és általános iskolai igazgató is. A későbbiekben általános tanulmányi felügyelő lett a Fővárosi Tanácsnál. Ebbeli minőségében ifjúságpolitikával, gyermekvédelemmel, vezetőképzéssel, közoktatáspolitikával foglalkozott.
Válását követően 1972-ben kötött házasságot Turi Endre festőművésszel. 1976-ban – a város hívására – Budapestről Kecskemétre költözik férjével. Itt Turi Endre – munkássága elismeréseként – műteremlakást kapott. Ujhelyi Mária ettől kezdve a Kecskeméti Óvónőképző Intézetben, majd ennek jogutódjában, a Tanítóképző Főiskolán dolgozott. Tanított orosz nyelvet, magyar irodalmat, magyar nyelvtant, beszédművelést, módszertani tárgyakat, valamint gyermek- és ifjúsági irodalmat. Munkája mellett a Lővei Klára Kollégium igazgatói feladatkörét is ellátta.
Bölcsészdoktori értekezését] A rendszerezési és a logikai képesség fejlesztésének lehetőségei az óvodai anyanyelvi nevelésben címmel írta. 1982-ben doktori fokozatot szerzett.
Évekig tevékenykedett a Bács-Kiskun megyei TIT előadójaként pedagógiai témákban. Továbbképzéseket vezetett az ország számos városában. Az OFI felkérésére részt vett a továbbfejlesztett óvodai nevelési program anyanyelvi bizottságának munkájában is.
Több szaklapban is publikált (Óvodai Nevelés, Gyermekünk, Köznevelés). Oktatófilm-forgatókönyveket, rádiókritikákat is írt.
Főiskolai docensi beosztást kapott. Jelenleg nyugdíjas.

## Írások gyermekekről
- Valaki jót akar nekem, in: Gyermekünk, 1971. november
- Mi lesz belőlünk?/ Vitaindító, in: Gyermekünk, 1978. szeptember
- Várakozás, in: Gyermekünk, 1973. szeptember
- Hárman vagyunk, in: Gyermekünk, 1973. október
- Az első hetek, in: Gyermekünk, 1973. november
- Egyperces játékok, in: Gyermekünk, 1973. december
- Én kellek neki, in: Gyermekünk, 1974. január
- Őzsuzsannasága, in: Gyermekünk, 1974. február
- Hogyan tovább?, in: Gyermekünk, 1974. március
- Zsuzsanna láttán, in: Gyermekünk, 1974. április
- Ketten vagyunk, in: Gyermekünk, 1974. június
- Belső felvételek, in: Gyermekünk, 1974. július
- Mit csinál egész nap?, in: Gyermekünk, 1974. augusztus
- Utazás, in: Gyermekünk, 1974. szeptember

## Pedagógiai tárgyú írások
- Bukottak, in: Gyermekünk, 1971. május
- „F”-es gyerekek, in: Gyermekünk, 1971. szeptember
- Építsünk kollégiumot!, in: Gyermekünk, 1973. január
- Gondoskodás, in: Gyermekünk, 1974. október
- Magyarázatok a bizonyítvány körül, in: Gyermekünk, 1972. január
- Talán még nem késő!, in: Gyermekünk, 1972. október
- Ott van a második otthon, in: Gyermekünk, 1974. május
- A képzeletről, in: Gyermekünk, 1976. június

## Kritikák
- Az álomtündérek,[14] in: Petőfi Népe, 1985. márc. 16. 4. p.[15]
- A fabatkák kertje,[16] in: Petőfi Népe, 1985. márc. 20. 5. p.[17]
- A leaotungi emberkék,[18] in: Petőfi Népe, 1985. ápr. 22. 5. p.[19]
- Magyar családi kalendárium, 1986 in: Petőfi Népe, 1985. nov. 25. 5. p.[20]
- Doktor Minorka in: Petőfi Népe, 1985. dec. 05. 5. p.[21]
- Beszéd és kommunikáció az óvodás és kisiskoláskorban, in: Óvodai Nevelés, 1986/1. 22-24. p. [22]
- A Pannónia Filmstúdió 13 részes Magyar népmesék sorozatának felhasználása az óvodáskorúak anyanyelvi nevelésében, Óvodapedagógiai Nyári Egyetem, Kecskemét, 1980.[23]

## Tanulmányok
- Gyermekirodalom és anyanyelvi nevelés[24]
- Losoncz Mihályné - Turi Endréné: Gondolatok az óvónőképzős anyanyelvi nevelés-oktatás korszerűsítéséről[25]

## Recenziók, műsorkritikák
- Értékelő vélemény a Gyermek-és Ifjúsági Rádió műsorairól,[26] A Magyar Rádió Ifjúsági osztálya, 1978. (10 pp)
- Az ifjúság gondjai a rádió néhány műsorában, Magyar Rádió Ifjúsági osztálya, 1981. (14 pp)
- A rádió ifjúsági és gyermekműsorainak kritikája, Magyar Rádió Ifjúsági osztálya, 1982. (43 pp)
- Ami a szívedet nyomja,[27] in: Petőfi Népe, 1983. márc. 20. 5. p.[28]
- Csoda az óvodában,[29] in: Petőfi Népe, 1983. ápr. 13. 5. p.[30]
- A nyári szünetre ajánljuk, in: Petőfi Népe, 1983. júl. 09. 5. p.[31]
- Szépek szépe,[32] in: Petőfi Népe, 1983. szept. 04. 5. p.[33]
- A hegyi szellem,[34] in: Petőfi Népe, 1983. okt. 02. 5. p.[35]
- Eseménygazdag mai mesék, in: Petőfi Népe, 1983. nov. 22. 5. p.[36]
- Az idő keze dolgozik rajtunk, Kutatások a gyermekirodalom néhány területén, in: Petőfi Népe, 1984. júli. 12. 4. p. [37]
- Beszéd és kommunikáció az óvodás- és kisiskoláskorban,[38] in: Petőfi Népe, 1985. okt. 04. 5. p.[39]